# Campo di concentramento di Majdanek
Majdanek (denominato nei carteggi delle SS e conosciuto anche come KL Lublin) è una località situata a circa quattro chilometri ad est di Lublino in Polonia che alla sua nascita, nel settembre del 1941, i nazisti usarono da subito come «campo per prigionieri di guerra». Nonostante il campo non rientrasse nel programma dei centri di sterminio voluti con l'operazione Reinhard (come quelli di: Treblinka II, Bełżec e Sobibór) e «molti studiosi hanno tradizionalmente contato il campo di Majdanek come sesto centro di sterminio, una recente ricerca chiarisce meglio le funzioni [...] di Lublino / Majdanek». Servì «soprattutto per concentrare gli ebrei che i tedeschi avevano temporaneamente risparmiato dal lavoro forzato [...] , di tanto in tanto funzionò come un sito di uccisione per eliminare vittime che non potevano essere sterminati [...] a Belzec, Sobibor e Treblinka II», tanto che le persone che trovarono la morte secondo la ricerca dello studioso polacco Tomasz Kranz furono almeno 78.000 di cui 60.000 ebrei
Il campo durò fino al 22 luglio del 1944 quando per la rapida avanzata dell'Armata Rossa venne frettolosamente smantellato dai nazisti e subito dopo liberato dai sovietici. La fuga repentina delle SS e la mancata organizzazione del comandante Anton Thernes che non provvidero in tempo alla distruzione delle infrastrutture e di altre prove che avrebbero potuto dimostrare i loro crimini di guerra, fecero di Majdanek il primo campo scoperto e liberato dagli alleati, oltre che il campo di concentramento e sterminio meglio conservato della Shoah grazie anche alla «decisione molto precoce (autunno 1944) di conservare l'area di Majdanek a documentazione e monito delle violenze naziste».

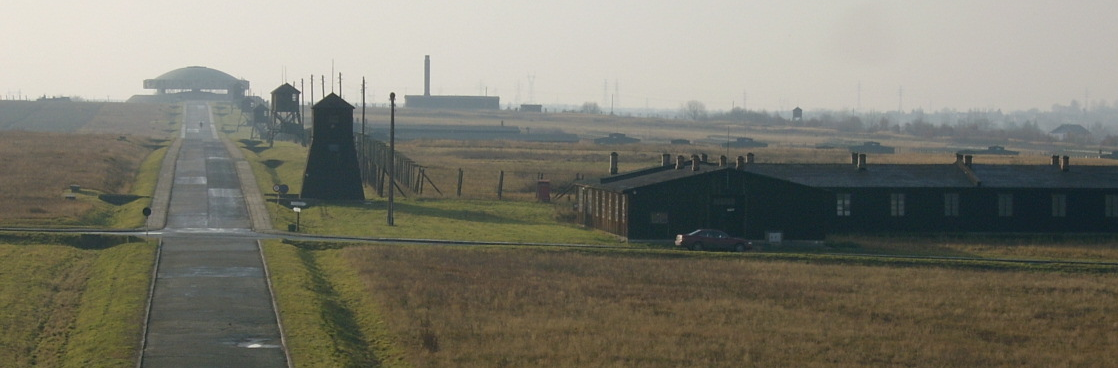
Veduta del campo di concentramento di Majdanek

## Storia del campo

### Lublino 1941
Dopo l'invasione della Polonia nel 1939, la maggior parte dei 3,5 milioni di polacchi ebrei furono rastrellati e messi in ghetti di nuova costituzione da parte della Germania nazista, Lublino, una delle principali città polacche, ne ospitava uno. I detenuti nel ghetto di Lublino erano per lo più ebrei, anche se nel marzo 1941 un certo numero di Rom fece parte della sua popolazione.

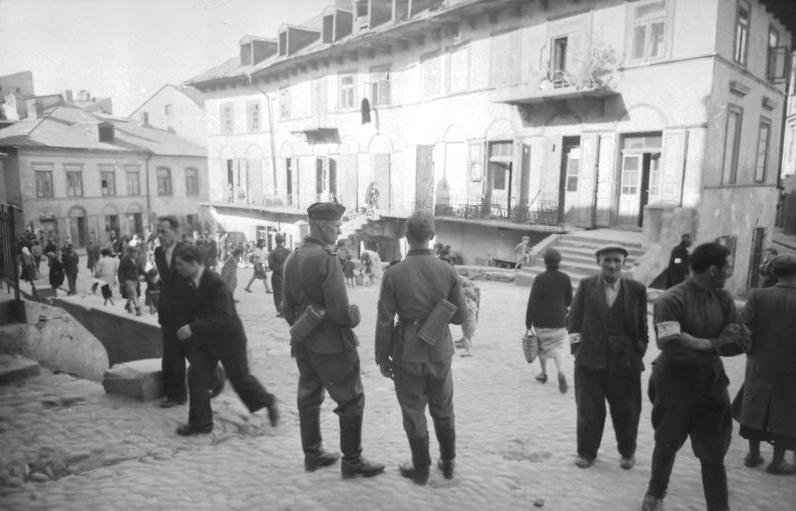
Ghetto di Lublino 1941, soldati tedeschi fra la popolazione del ghetto

Lublino doveva essere uno dei primi ghetti voluto dai nazisti nella Polonia occupata, ad essere liquidato nel programma di sterminio della Shoah.
Il ghetto di Lublino, l'unico nel distretto di Lublino, identificato dapprima con il quartiere ebraico (Juden Wohngebiet) fu aperto il 24 marzo 1941. La ghettizzazione degli ebrei fu decisa in concomitanza dell'arrivo delle truppe della Wehrmacht che preparavano segretamente l'attacco alle postazioni sovietiche nella Polonia orientale.
Al momento della sua fondazione, nel ghetto di Lublino c'era una popolazione di 34.000 ebrei polacchi e un numero imprecisato di rom. Alla fine della guerra quasi tutti gli ebrei polacchi del ghetto erano morti. La maggior parte di loro, circa 30.000, ad un anno circa dall'apertura del ghetto, tra il 17 marzo e il 11 aprile del 1942, furono deportati nel campo di sterminio di Bełżec. Il restante numero degli ebrei (4.000) fu spostato dapprima nel piccolo ghetto di Majdan Tatarski (istituito nel sobborgo di Lublino), per essere poi trasferiti a pochi chilometri da Lublino, al KL Lublin ovvero, nel campo di concentramento e sterminio di Majdanek.

### Konzentrationslager Majdanek
Diversamente da molti altri campi di concentramento e sterminio nazisti, Majdanek non era un luogo nascosto in qualche remota foresta o oscurato alla vista da barriere naturali né circondato da una "zona di sicurezza". Fu fondato nell'ottobre 1941, su ordine di Heinrich Himmler, in seguito alla sua visita a Lublino nel luglio dello stesso anno. Inizialmente concepito come un campo per prigionieri di guerra, con una gestione affidata alle SS ai comandi di Karl Otto Koch, nel febbraio del 1943, fu trasformato in un imponente campo di concentramento. Esteso su una superficie di 667 acri (270 ettari) con 18 torri di guardia e 108 baracche per i prigionieri, il campo venne munito per tutta la sua estensione, con una doppia recinzione di filo spinato elettrificato.
Il suo nome deriva da quello di un distretto di Lublino chiamato Majdan Tatarski e fu dato nel 1941 dai residenti nei dintorni, che erano a conoscenza della sua esistenza. Il nome originale in tedesco del campo era Konzentrationslager Lublin (Campo di concentramento di Lublino). Fu dotato di cinque forni crematori "Reform" (modello TII) installati dalla ditta Heinrich KORI GmbH di Berlino.

### La vita e la morte nel campo
Nell'ottobre 1942, furono trasferite al campo numerose ausiliarie SS addestrate nel campo di concentramento di Ravensbrück, in Germania. Queste donne, come ad esempio Hermine Braunsteiner, divennero note per i loro atteggiamenti sadici e brutali nei confronti dei prigionieri: quando i sovietici liberarono il campo trovarono numerose prove ad indizio delle atrocità commesse da questo corpo femminile, la cui ferocia sanguinaria stupì persino le SS.
All'apice della sua attività conteneva circa 25.000 prigionieri. All'inizio del 1942 furono fatti piani per espandere Majdanek fino ad una capacità di 250.000 persone. Tra l'aprile del 1942 e il luglio del 1944, si svolsero gli stermini con l'utilizzo di camere a gas e forni crematori per far sparire i corpi. Majdanek fu uno dei campi di sterminio, come Auschwitz, ad utilizzare lo Zyklon B (acido cianidrico, originariamente prodotto per la disinfezione dai parassiti) nelle sue camere a gas. Veniva utilizzato comunque anche il monossido di carbonio.
Secondo i dati del Museo di Majdanek circa 150.000 prigionieri transitarono attraverso il campo, di cui oltre il 40% ebrei e circa il 35% polacchi. Fra le altre maggiori nazionalità dei prigionieri c'erano: bielorussi, ucraini, russi, tedeschi, austriaci, francesi, italiani e olandesi.
Nel dicembre 2005, alla fine di una lunga ricerca, usando tutte le fonti possibili, lo studioso polacco Tomasz Kranz, con l'approvazione della dirigenza del Museo di Majdanek, fissa il numero dei morti in 78.000, di cui 75% ebrei.
Majdanek forniva prigionieri come manodopera alla fabbrica d'armi Steyr-Daimler-Puch.

#### Il blocco 41
Gli inconsapevoli condannati a morte destinati a morire con il gas erano portati al blocco 41, una struttura del campo con una delle camere a gas, probabilmente la più conosciuta. Collocato appena dopo l'ingresso del campo il blocco divenne da subito una fabbrica di morte. Chi doveva essere gasato veniva portato in una prima stanza di questo blocco e gli venivano rasati i capelli, quindi si passava in una sala di vere docce dove i condannati si lavavano per pochi minuti e si tranquillizzavano, non potendo lontanamente supporre che proprio grazie a quella doccia avrebbero infine passato una porta che conduceva direttamente alla camera a gas e alla loro eliminazione.

#### Operazione Erntefest (Festa della Mietitura)
(Jennifer Rosenberg - storica)
Majdanek lega il suo nome anche ad una delle più cruente azioni naziste per eliminare gli ebrei tramite "fucilazione di massa", l'operazione Erntefest. L'Aktion Erntefest (in tedesco) traduce l'italiano "Festa della Mietitura"(o Festa del Raccolto), il nome in codice che si proponeva la liberazione da tutto il Governatorato Generale per le aree occupate della Polonia (compresi i rimanenti nel distretto del ghetto di Lublino) da ogni ebreo esistente nell'area. L'operazione, compiuta nell'ottica dell'operazione Reinhard, fu eseguita il 3 novembre 1943 presso il campo di concentramento di Majdanek e nei suoi sottocampi dagli uomini della Ordnungspolizei, al comando della SS Christian Wirth (il famigerato Christian il terribile) e dalla SS Jakob Sporrenberg, eliminando tramite fucilazione 43.000 ebrei senza distinzione di sesso ed età.
Superata solo dai 50.000 uccisi nel 1941 dai militari romeni nel massacro d'Odessa, l'Ernterfest di Majdanek fu la singola più grande strage di ebrei compiuta dai nazisti nella seconda guerra mondiale, superando per numero di uccisi da un simile massacro, quello delle 33.771 vittime di Babij Jar.

### Liquidazione, evacuazione del campo e marce della morte
Il campo fu liquidato nel luglio 1944, ma degli impianti di sterminio, il capannone in legno del crematorio fu l'unica cosa che le SS riuscirono a incendiare, prima che arrivasse l'Armata Rossa, lasciando intatti i forni, l'enorme ciminiera e le camere a gas. Il capannone venne in seguito ricostruito e oggi il Museo del lager di Majdanek è tra i meglio preservati campi di concentramento dell'Olocausto da visitare. Nonostante 1.000 prigionieri fossero evacuati in una marcia della morte, l'Armata Rossa trovò ugualmente migliaia di persone nel campo, principalmente prigionieri di guerra, ed evidenti tracce del massacro: «Le SS in fuga avevano dato fuoco agli edifici bruciando solo le parti in legno. I liberatori vedono il crematorio, le camere a gas, le confezioni di Zyklon B, scoprono le fosse comuni di quando nel novembre del ’43 i nazisti avevano ucciso diciottomila ebrei in un giorno, un’azione chiamata «festa della mietitura»: le camere a gas non bastano, così scavano cento metri a zig zag e li fucilano».
Majdanek fu il primo, di tutti i campi di concentramento e sterminio, ad essere liberato (prima ancora di quello Auschwitz)». Lo storico della Shoah Marcello Pezzetti ha precisato: «Il campo viene liberato sei mesi prima dell’arrivo dei russi ad Auschwitz, quasi un anno prima di Mauthausen... Centinaia di migliaia di ebrei, politici, zingari... Noi racconteremo la storia di tutti. Pensi che, quando inizia l’evacuazione di Majdanek, i nazisti stanno ancora uccidendo gli ebrei ungheresi e solo loro sono 438 mila. Il numero più alto di uccisioni quotidiane a Birkenau è a giugno e luglio del ’44, il ghetto di Lódz non è ancora liquidato. E proprio quel giorno, il 23 luglio 1944, arrestano tutti gli ebrei italiani di Rodi, 1.800 persone, ci mettono un mese a giungere a Birkenau... Ecco: si poteva fare qualcosa, in quei mesi. Nessuno tocca le ferrovie. Dopo Majdanek, come si fa a non bombardare Auschwitz?».

### L'arrivo dell'Armata Rossa
Con l'Armata Rossa che occupò la Polonia dal 1944, il campo fu riaperto come campo di transito, per imprigionarvi i soldati dell'Ak (l'Esercito Nazionale polacco). Squadre dell'NKGB (succeduto all'Nkvd dal 1944), dello SMERSH, della neonata UB (servizio di sicurezza costituito sotto controllo e supervisione sovietica) della MO (milizia popolare), e del Corpo di Sicurezza Interno (Esercito interno armato) disarmarono ed arrestarono migliaia di membri dell'Armia Krajowa che in tutta la Polonia avevano iniziato la lotta clandestina di resistenza al Comunismo.

### Una precisazione (2016) sulla funzione del campo di Majdanek a cura dell'United States Holocaust Memorial Museum
Anche l'Enciclopedia dell’Olocausto (edizione multilingue online, a cura degli storici dell'United States Holocaust Memorial Museum di Washington) annovera il campo di Majdanek tra i sei principali campi di sterminio realizzati dai Nazisti nella Polonia occupata, assieme a Chelmno, Belzec, Sobibor, Treblinka e Auschwitz-Birkenau:
"Tra il 1941 e il 1945 i Nazisti realizzarono sei campi di sterminio nella parte della Polonia da loro occupata: Chelmno, Belzec, Sobibor, Treblinka, Auschwitz-Birkenau (che faceva parte del più ampio complesso di Auschwitz) e Maidanek. Chelmno e Auschwitz furono realizzati in zone che la Germania aveva annesso nel 1939; gli altri campi (Belzec, Sobibor, Treblinka e Majdanek) furono invece creati in quello che venne chiamato Governatorato Generale, sempre in Polonia. Sia Auschwitz che Majdanek erano adibiti contemporaneamente a campi di lavoro, campi di concentramento e centri di sterminio."
Le più recenti ricerche storiche dell'Istituto di Washington hanno permesso di chiarire che, a differenza degli altri campi di sterminio e nonostante l'altissimo numero di vittime, Majdanek continuò sempre ad essere inteso dai Nazisti primariamente come campo di concentramento e trasferimento e che veniva attivato come campo di sterminio soltanto nel caso che i trasporti vi portassero un numero di vittime sovrabbondante rispetto alle capacità di eliminazione dei tre principali campi di sterminio dell’Operazione Reinhard (Belzec, Sobibor, Treblinka):
«Sebbene diversi studiosi abbiano tradizionalmente considerato Majdanek come il sesto campo di sterminio, ricerche recenti hanno fatto miglior luce sulle funzioni e operazioni attuate a Lublino/Majdanek. Nell’ambito dell’Operazione Reinhard, Majdanek serviva principalmente per concentrare quegli Ebrei che i Tedeschi risparmiavano temporaneamente per poi inviarli ai lavori forzati. Majdanek fu solo occasionalmente usato come campo di sterminio, al fine di eliminare coloro che non potevano venire uccisi nei campi di sterminio dell’Operazione Reinhard: Belzec, Sobibor e Treblinka II. Majdanek conteneva anche un magazzino per conservare le proprietà e gli oggetti di valore appartenuti alle vittime degli altri campi di sterminio».
Il numero di vittime di Majdanek, nel passato talora sovrastimato, viene oggi collocato secondo le attuali ricerche a 78.000 vittime, di cui circa 60.000 ebrei.

## Comandanti del campo
- SS-Standartenführer Karl Otto Koch, settembre 1941 - luglio 1942
- SS-Obersturmbannführer Max Kögel, agosto 1942 - ottobre 1942
- SS-Standartenführer Hermann Florstedt, ottobre 1942 - settembre 1943
- SS-Obersturmbannführer Martin Weiss, settembre 1943 - maggio 1944
- SS-Obersturmführer Arthur Liebehenschel, maggio 1944 - 22 luglio 1944

## Personaggi legati a Majdanek
Almeno 227 furono gli italiani deportati a Majdanek. Diversi ricercatori italiani, fra cui Italo Tibaldi hanno ricostruito "i viaggi" di quei deportati verso Majdanek.

### Vittime
- Bruno Altmann (1878-1943), saggista, letterato tedesco.
- Ernst Bachrich (1892-1942), compositore, pianista.
- Otto Freundlich (1878-1943), pittore e scultore (fece parte della prima generazione di artisti a dedicarsi all'arte astratta).
- Aryeh Tzvi Frumer (1884-1943), rabbino.
- Roman Kantor (1912-1943), campione olimpionico di scherma.
- Omeljan Kovč (1884-1944), presbitero ucraino dell chiesa greco-cattolica.
- Moshe Rynecki (1881-1943), artista
- Kazimierz Skorupka (1901-1944), membro della resistenza polacca
- Ilia Szrajbman (1907-1943), campionessa olimpionica di nuoto.
- Leon Weissberg (1895-1943), pittore ebreo polacco
- Yva (1900-1944), fotografa.
- Emil Zinner (1900-1942), campione di scacchi.
- Henio Zytomirski (1933-1942), bambino di 9 anni che trovò la morte nelle camere a gas del campo. Icona dell'olocausto polacco.

### Superstiti
- Israel Gutman, uno dei più importanti storici della Shoah
- Igor Newerly, scrittore
- Vladek Spiegelman, la cui storia è ripresa dal figlio Art Spiegelman, fumettista statunitense, per Maus[35]
- Rudolf Vrba, scrittore, docente e medico

## I tre processi: Lublino, in 7 città polacche e a Düsseldorf

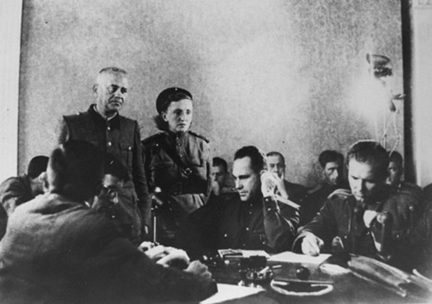
Il primo processo per Majdanek a Lublino nel 1944

Prima del Processo di Norimberga iniziato alla fine del 1945, i sovietici istruirono «nell'autunno 1944» (22 novembre - 2 dicembre 1944) nella città polacca di Lublino, quello che di fatto può essere considerato «il primo processo per crimini di guerra». Il processo fu tenuto non solo nei confronti di SS con compiti di responsabili a Majdanek ma anche a guardie del campo che avevano svolto importanti compiti di supporto. Il tribunale speciale composto da sovietici e polacchi chiamò alla sbarra sei membri precedentemente arrestati e che non erano riusciti a fuggire prima dell'arrivo dell'Armata Rossa al campo, la SS-Obersturmführer Anton Thernes, la SS-Hauptsturmführer Wilhelm Gerstenmeier, la SS-Oberscharführer Hermann Vogel, il Kapo Edmund Pohlmann, la SS-Rottenführer Theodor Schöllen e il Kapo Heinrich Stalp. Tutti furono ritenuti colpevoli con l'accusa di crimini di guerra, crimini contro l'umanità e genocidio e condannati a morte mediante impiccagione. La sentenza venne eseguita il giorno dopo la chiusura del processo e precisamente il 3 dicembre 1944 nei confronti di cinque imputati, tranne che per il Kapo Edmund Pohlmann suicidatosi la notte prima.
Si considera come secondo processo per i crimini commessi a Majdanek, quello celebrato in diverse città della Polonia fra il 1946 e il 1948 e precisamente nelle città di Lublino, Radom e Świdnica nel 1947; Cracovia, Wadowice, e Toruń nel 1948; e quindi Varsavia sempre nel 1948. Furono portati alla sbarra un totale di 95 imputati e processati 63 SS (di cui 60 guardie del campo), con pene riguardanti 10 sentenze di condanna a morte mediante impiccagione, 2 reclusioni a vita, e per i rimanenti imputati, pene detentive da 15 a 2 anni. La stragrande maggioranza di questi fu accusata di crimini di guerra e crimini contro l'umanità. Uno degli imputati condannata a morte fu la criminale Elsa Ehrich, una guardia donna delle SS priva di scrupoli che aveva prestato servizio già nel Campo di concentramento di Kraków-Płaszów e quindi a Majdanek
Il terzo processo per Majdanek fu celebrato in Germania e precisamente a Düsseldorf tra il 26 novembre 1975 e il 30 giugno 1981 dinnanzi a un tribunale tedesco che chiamò a testimoniare oltre 200 persone e vide alla sbarra 16 imputati la cui maggioranza erano SS. Fra le imputate c'erano sei donne, fra cui Hermine Braunsteiner la diabolica cavalla scalciante (soprannome affibbiatole dagli internati per aver ucciso diverse donne, soprattutto anziane, calpestandole con particolare violenza); il medico del campo Heinrich Schmidt, diverse guardie di sorveglianza e alcuni responsabili del campo. Al termine del processo la Braunsteiner venne condannata all'ergastolo, 12 anni di reclusione per il sorvegliante del campo Hildegard Lachert; 10 anni per il comandante del campo SS Hermann Heinrich Hackmann e poi pene fra gli otto e tre anni di reclusione per altri 5 imputati; per due imputati non fu richiesta nessuna pena causa il loro stato cagionevole di salute; mentre 5 furono assolti, nessun giudizio infine per il sedicesimo imputato, l'SS Alice Orlowski, morta durante lo svolgimento delle sessioni del processo. Le conclusioni e le sentenze del processo furono duramente criticate non solo da parte delle Comunità ebraiche di tutto il mondo ma anche da parte delle associazioni di deportati nei campi di concentramento nazisti. In Italia, l'ANED (Associazione nazionale ex deportati politici nei campi nazisti) elevò la sua viva protesta per il modo vergognoso in cui si era concluso un processo che non aveva fatto giustizia e dalla sua rivista TRIANGOLO ROSSO titolò «Contro gli aguzzini di Majdanek - Processo e sentenza vergognosi» e ancora «La condanna vergognosa».

## Majdanek nella memoria

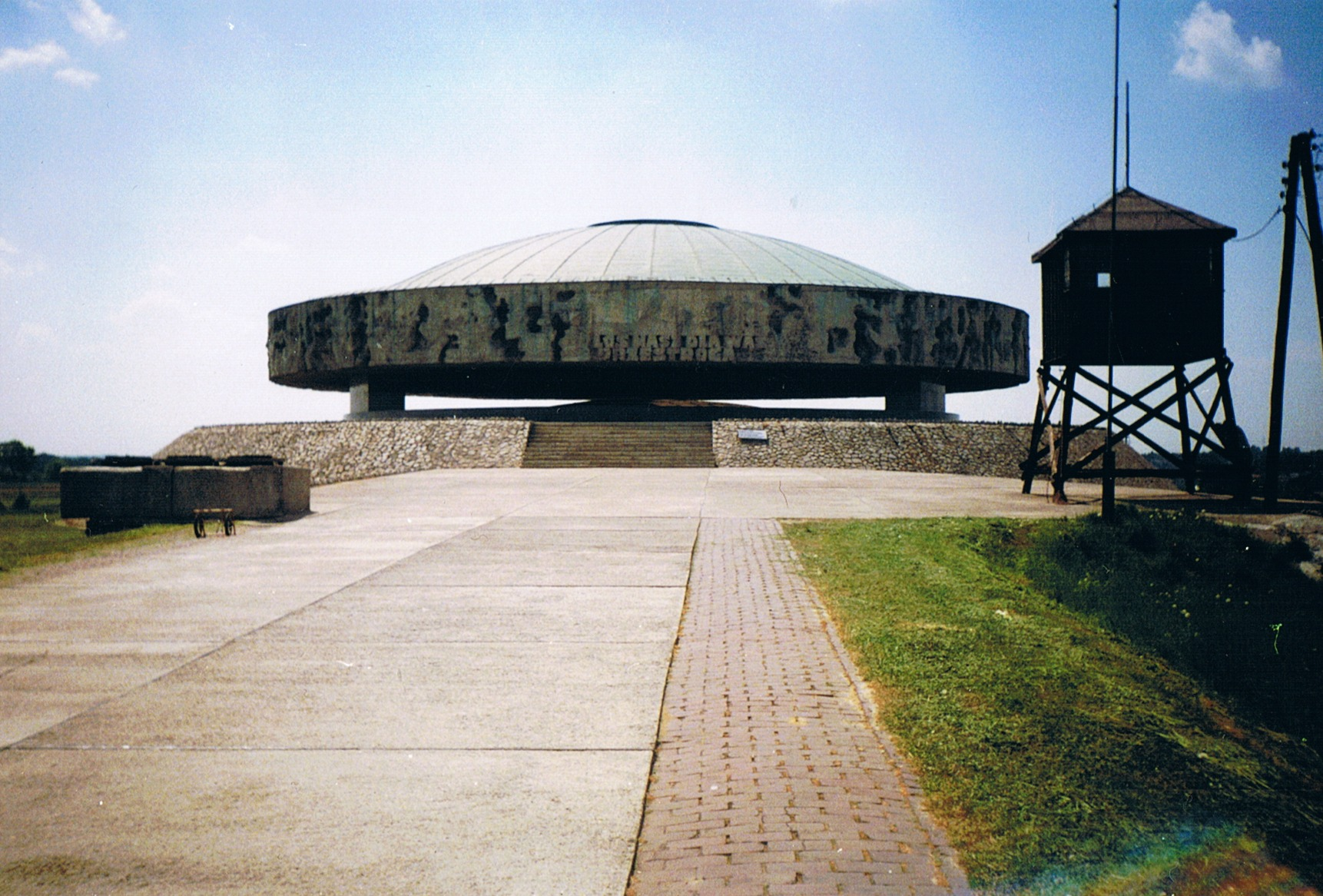
Il monumento alle vittime di Majdanek. Nell'imponente costruzione si conservano le ceneri di molti internati che nel campo trovarono la morte. La scritta polacca che campeggia nella parte alta del monumento recita: Da noi per voi a futuro monito

## Filmografia
- Shoah, regia di Claude Lanzmann, 4 DVD sui campi di sterminio nazisti fra i quali Majdanek, trad. G. Cillario e A. Montrucchio, Einaudi, Torino 2007, ISBN 978-88-06-18951-8